# 神本武征
神本 武征（かみもと たけゆき、1939年1月8日 - 2018年8月28日）は、日本の工学者。専門は内燃機関工学。東京工業大学名誉教授。東京工業大学工学部長、ロンドン大学シティ校客員教授、ウィスコンシン大学マディソン校客員教授、ものつくり大学学長、自動車技術会会長等を歴任した。

## 経歴・人物
静岡県沼津市生まれ。1958年埼玉県立浦和高等学校卒業。1963年東京工業大学理工学部機械工学科卒業。1965年東京工業大学大学院理工学研究科機械工学専攻修士課程修了、東京工業大学助手。1976年東京工業大学工学博士。1981年東京工業大学助教授。1987年東京工業大学教授。
1990年航空宇宙技術研究所客員研究員。1997年東京工業大学工学部長。1999年東海大学教授、運輸省運輸技術審議会特別委員。2002年自動車技術会会長。2004年知的財産高等裁判所専門委員、新エネルギー・産業技術総合開発機構技術委員。
2005年ロンドン大学シティ校客員教授、国土交通省交通政策審議会臨時委員。2006年ウィスコンシン大学マディソン校客員教授。2008年ものつくり大学学長。2011年防衛省技術研究本部技術研究所外部評価委員長。2012年ものつくり大学名誉学長。専門は内燃機関工学。2018年、心筋梗塞で死去。

## 著作
- 『ディジタル計測制御』（編著）オーム社 1990年
- 『夢の将来エンジン : 技術開発の軌跡と未来へのメッセージ』（監修・著）自動車技術会 2009年

## 受賞
- 日本機械学会賞論文賞 1975年[2]
- 日本機械学会賞論文賞 1981年[2]
- 日本機械学会賞論文賞 1985年[2]
- SAE Colwell Merit Award 1987年[2]
- 自動車技術会賞論文賞 1991年[2]
- SAE Fellow 1995年[2]
- 自動車技術会賞学術貢献賞 2005年[2]
- 自動車技術会名誉会員 2005年[2]
- SAE Forest R. McFarland Award 2006年[2]
- 日本機械学会名誉会員 2006年[2]